# Rianila
Le Rianila est un fleuve du versant est de Madagascar dans la région Atsinanana. 

## Géographie
Il prend sa source dans le massif Fahonama et traverse les hauts plateaux du centre.
Il se jette dans l'océan Indien au sud de la ville de Andevoranto, dans le district de Brickaville.

## Affluent
Le plus grand affluent, qui rejoint la Rianila sur sa rive gauche, en face de Brickaville, s'appelle le Rongaronga : 18° 48′ 53″ S, 49° 04′ 31″ E.
Sinon le Laroka est un affluent droit 18° 55′ 28″ S, 49° 02′ 48″ E, comme le Vohitra 18° 43′ 39″ S, 48° 58′ 47″ E.

## Histoire
La rivière s'appelait avant Iharoka par les explorateurs occidentaux et Jark selon d'autres sources.